# KkStB 50
Die Dampflokomotivreihe kkStB 50 war eine Güterzug-Schlepptenderlokomotivreihe der kkStB, die ursprünglich von der Prag-Duxer Eisenbahn (PD) und von der Kronprinz Rudolf-Bahn (KRB) stammte.

## kkStB 50.01–25 (Prag-Duxer Eisenbahn)
Die Prag–Duxer Eisenbahn beschaffte diese 25 Lokomotiven 1872/73 bei der Lokomotivfabrik Floridsdorf.
Die kkStB führte ab 1884 den Betrieb auf der PD.
1892 wurde die PD verstaatlicht.
Die Maschinen wurden von der kkStB als 50.01–25 eingeordnet.
Nach dem Ersten Weltkrieg kamen die verbliebenen 23 Exemplare zur ČSD, die sie als Reihe 312.0 bezeichnete und in den
1930er Jahren ausmusterte.

## kkStB 50.26–28 (Kronprinz Rudolf-Bahn)
Die drei Lokomotiven wurden von der Lokomotivfabrik Floridsdorf 1873 an die KRB geliefert, die ihnen die Reihenbezeichnung IV und die Nummern 92–96 gab.
Die kkStB führte ab 1880 den Betrieb auf der KRB.
1884 wurde die KRB verstaatlicht.
Die kkStB bezeichnete die Maschinen zunächst als 51.01–03.
1892 wurden sie in 50.26–28 umgezeichnet.
Nach dem Ersten Weltkrieg kamen die verbliebenen Maschinen als Reihe 219 zur FS und zur ČSD, die sie ausmusterte, ohne ihnen eine eigene Reihennummer zu geben.